# 奥泽尔基农村居民点 (沃罗涅日州)
奥泽尔基农村居民点（俄语：Озерское сельское поселение）是俄罗斯联邦沃罗涅日州布图尔利诺夫卡区所属的一个农村居民点。其下辖有1个居民点，行政中心为奥泽尔基。据2016年统计，该农村居民点的人口为631人。